# Круус, Рейн
Рейн Ле́мбитович Кру́ус (эст. Rein Kruus; 11 мая 1957, Таллин, Эстонская ССР — 25 апреля 1992, Таллин, Эстония) — эстонский литературовед-русист.

## Биография
Родился в Таллине, был единственным ребёнком в семье инженера Лембита Крууса. Мать Р. Крууса - Хильда Александровна Круус (дев. фамилия - Уусмеэс) была медицинским работником.
Окончил Тартуский университет (1982), ученик Сергея Исакова.
Являлся специалистом, прежде всего, по русской литературе межвоенной Эстонской Республики (1918—1940).
Умер после тяжёлой болезни 25 апреля 1992 года. Гражданская панихида состоялась доме Союза писателей Эстонии. Похоронен на кладбище Метсакальмисту в Таллине.
После смерти Рейна Крууса его архив был передан в Эстонский литературный музей в Тарту.

## Публикации
Перу Рейна Крууса принадлежат 269 публикаций на эстонском, английском, немецком, латышском и русском языках. 

Опубликовал, в частности, 25 статей о творчестве Игоря-Северянина в эстонский период его жизни. 

В 1989 году стал инициатором рубрики «Антология русской поэзии в Эстонии 20-30 годов» в журнале «Радуга». 

Выступал также публикатором писем Владимира Вернадского, Ильи Репина и др. 

Является автором критических статей — в частности, рецензий на ранние публикации Михаила Веллера.
Список публикаций Р. Крууса:
- «Фёдор Раскольников и Эстония» (газета «Эдази», 27 августа 1987)
- «Игорь Северянин. Письма к Августе Барановой. 1916—1938» (совместно с литературоведом из Швеции Бенгтом Янгфельдтом; Стокгольм, 1988)
- Комментарии к поэтическому сборнику «Игорь Северянин. Сочинения» («Ээсти раамат», Таллин, 1990).

## Память о Рейне Круусе
Памяти Крууса были посвящены:
- прошедшие в Таллине в 1993 и в 1994 году конференции «Литература и периферия»[2]
- организованный Тартуским университетом при поддержке Эстонского научного фонда научный семинар памяти Рейна Крууса (10 мая 2002 года)
- выставка в Эстонском литературном музее «Рейн Круус. 1957–2002» (Тарту, 2002)

## Источник
1. ↑  Профессор Исаков: Русской литературе Эстонии нужно уделять больше внимания! Архивная копия от 29 июня 2007 на Wayback Machine: Интервью И. Котюху. // «Новые облака», 15 января 2007.
2. ↑  Г. Пономарёва. Проблема национального самоопределения писателей-оптантов Архивная копия от 4 марта 2016 на Wayback Machine // Toronto Slavic Quarterly, No. 18.